# 탄소 인증 감축량
탄소배출권(炭素排出券, certified emission reduction, CER, 인증감축량 또는 공인인증감축량)이란 CDM 사업을 통해서 온실가스 방출량을 줄인 것을 유엔의 담당기구에서 확인해 준 것을 말한다. 이러한 탄소배출권은 배출권거래제에 의해서 시장에서 거래가 될 수 있다. 2014년 현재 탄소배출권 1톤의 가격은 392유로다.
선진국이 개발도상국에 가서 온실가스 감축사업하면 유엔에서 이를 심사·평가해 일정량의 탄소배출권(CER)을 부여한다. 이 온실가스 감축사업을 청정 개발 체제(CDM) 사업이라고 한다. 선진국뿐 아니라 개도국 스스로도 CDM 사업을 실시해 탄소배출권을 얻을 수 있는데, 한국은 이에 해당한다.
정해진 기간 안에 이산화탄소(CO₂) 이산화탄소 배출량을 줄이지 못한 각국 기업이 배출량에 여유가 있거나 숲을 조성한 사업체로부터 돈을 주고 권리를 사는 것을 말한다. 교토의정서에 따르면 의무당사국들은 1990년 배출량을 기준으로 2008년에서 2012년까지 이산화탄소 배출량을 평균 132% 수준으로 줄여야 한다. 감축에 성공한 나라들은 감량한 양만큼의 탄소배출권을 사고팔 수 있게 하였다. 이에 따라 석유화학기업 등 이산화탄소 배출량이 많은 기업들은 이산화탄소 배출 자체를 줄이거나 배출량이 적은 국가의 조림지 소유업체로부터 권리를 사야 한다. 한국은 2015년에 이러한 탄소 배출권을 도입할 예정이다.

## 같이 보기
- 탄소 발자국
- 청정개발체제(CDM, en:Clean Development Mechanism)
- 탄소배출권거래제
- 탄소세
- 탄소 중립